# 四橋線
四橋線（日语：／ Yotsubashi sen */?）是大阪府大阪市北區的西梅田站與同市住之江區的住之江公園車站連結的大阪地下鐵路線。正式名稱為高速電氣軌道第3号線，大阪市交通局稱為大阪市高速鐵道第3號線，鐵道要覽中以3號線（四橋線）顯示。路線記號為「Y」。
大阪市中心部站四橋筋的地下南北行走。與住之江公園車站南港港城線（新電車）連接。當初是御堂筋線的支線，1965年西梅田站 - 大國町車站間開通。像大動脈的靜脈之使命，比喻御堂筋線是動脈對本線靜脈，所以本路線顏色是維多利亞藍。
本線營業額是有赤字的路線，大阪地下鐵中除御堂筋線、谷町線和堺筋線後，第4多利用者的路線。
大阪地下鐵全線的所有的車站都整備設自動放送設備，本路線之接近的音樂和發車音樂使用與他線的上下線相反的音樂。

## 路線資料
- 路線距離（實際距離）：11.4公里（營業距離（車費計算距離）是11.8公里）
- 軌距：1435毫米
- 站數：11個（包括起終點站）
- 複線路段：全線
- 電氣化路段：全線電氣化（直流 750 V、第三軌供電）
- 閉塞方式：自動閉塞式
- 保安裝置：WS-ATC
- 最高速度：70公里/小時
- 編組輛數：6輛（1996年－）
- 月台最大編組對應輛數：10輛（住之江公園站只有8輛）
- 車內導覽裝置設置率：54.55%〔12編組/22編組〕
- 混雜率（往西梅田方向）：91.5%（2012年度：難波站→四橋站間）[1]
- 混雜率（往住之江公園方向）：78.5%（2012年度：西梅田站→肥後橋站間）[1]

車費計算是以西梅田站 - 大國町車站間的km數與御堂筋線的梅田站 - 大國町車站間一樣。

## 運行形態
日中5分至6分運轉間隔的於西梅田站 - 住之江公園車站的全線運轉。早朝與黃昏（除星期六，休息日）繁忙時間，由車轉基地的所在地北加賀屋車站始發，終站是西梅田站的列車運轉。

## 車輛
- 23系（1990年 - 現在）

### 過去的車輛
- 400型（1942年 - 1969年）
- 1000型（1956年 - 1971年）
- 1100型→100型（二代）（1958年 - 1979年）
- 1200型→200型（二代）（1958年 - 1980年）
- 5000型→50系（1960年 - 1980年）
- 30系（1972年 - 1996年）

## 歷史
- 1942年（昭和17年）5月10日：3號線 大國町車站 - 花園町車站間(1.3km)開業。
- 1956年（昭和31年）6月1日：花園町車站 - 岸里車站間(1.1km)開業。
- 1958年（昭和33年）5月31日：岸里車站 - 玉出車站間(1.3km)開業。
- 1965年（昭和40年）10月1日：西梅田站 - 大國町車站間(4.9km)開業。
- 1969年（昭和44年）
  - 7月1日：4號線（中央線）本町站的本站開業，信濃橋車站與本町車站合併。
  - 12月6日：決定稱為四橋線。
- 1970年（昭和45年）3月11日：千日前線開業，難波元町車站與難波站合併。
- 1972年（昭和47年）11月9日：玉出車站 - 住之江公園車站間(2.8km)開業並全線開通。30系電車投入（1980年30系統一）。
- 1990年（平成2年）6月1日：23系電車投入（1996年統一）。
- 1996年（平成8年）10月26日：6輛編成化開始。
- 1997年（平成9年）3月29日：6輛編成化完畢。
- 2013年（平成25年）3月23日：時刻表修正。末班車時間延長，深夜0點後有列車運營。

## 車站列表
所有車站都位於大阪府大阪市。
| 車站編號 | 中文站名   | 日文站名 | 英文站名 | 站間營業距離 | 累計營業距離 | 累計實際距離 | 接續路線 | 所在地   |
| -------- | ---------- | -------- | -------- | ------------ | ------------ | ------------ | --- | -------- |
| Y11      | 西梅田     |          |          | -            | 0.0          | 0.0          | 大阪市高速電氣軌道： 御堂筋線 …梅田（M16）、 谷町線 …東梅田（T20） 西日本旅客鐵道：東海道本線（ JR京都線（JR-A47）、 JR神戶線（JR-A47）、 JR寶塚線（JR-G47））、 大阪環狀線（JR-O11）…大阪、 JR東西線…北新地（JR-H44） 阪神電氣鐵道： 本線 …大阪梅田（HS 01） 阪急電鐵： 神戶本線、 寶塚本線、 京都本線…大阪梅田（HK-01） | 北區     |
| Y12      | 肥後橋     |          |          | 1.3          | 1.3          | 0.9          | 京阪電氣鐵道： 中之島線 …渡邊橋（KH53） | 西區     |
| Y13      | 本町       |          |          | 0.9          | 2.2          | 1.9          | 大阪市高速電氣軌道： 御堂筋線（M18）、 中央線（C16） | 中央區   |
| Y14      | 四橋       |          |          | 1.0          | 3.2          | 2.9          | 大阪市高速電氣軌道： 御堂筋線 …心齋橋（M19）、 長堀鶴見綠地線 …心齋橋（N15） | 西區     |
| Y15      | 難波       |          |          | 0.9          | 4.1          | 3.7          | 大阪市高速電氣軌道： 御堂筋線（M20）、 千日前線（S16） 南海電氣鐵道： 南海本線、 高野線…難波（NK01） 近畿日本鐵道： 難波線 …大阪難波（A01） 阪神電氣鐵道： 阪神難波線 …大阪難波（HS 41） 西日本旅客鐵道：關西本線（ 大和路線） …JR難波（JR-Q17）                                                                          | 中央區   |
| Y16      | 大國町     |          |          | 1.2          | 5.3          | 4.9          | 大阪市高速電氣軌道： 御堂筋線（M21） | 浪速區   |
| Y17      | 花園町     |          |          | 1.3          | 6.6          | 6.2          | | 西成區   |
| Y18      | 岸里       |          |          | 1.1          | 7.7          | 7.3          | | 西成區   |
| Y19      | 玉出       |          |          | 1.3          | 9.0          | 8.6          | | 西成區   |
| Y20      | 北加賀屋   |          |          | 1.1          | 10.1         | 9.7          | | 住之江區 |
| Y21      | 住之江公園 |          |          | 1.7          | 11.8         | 11.4         | 大阪市高速電氣軌道： 南港港城線（New Tram）（P18） | 住之江區 |

1. 1 2  停靠該站的是作為運行系統的路線名。
2. ↑  本町站位於中央區，但四橋線月台位於西區。
3. ↑  旅客導覽上多數使用平假名顯示
4. ↑  難波站位於中央區，但四橋線月台位於浪速區